# Jean-Noël Picq
Jean-Noël Picq, né en 1938, est un psychanalyste et acteur français.

## Biographie
Né en 1938, il rencontre, étant encore un « étudiant dilettante qui vit d'expédients », Jean Eustache en 1966, au quartier latin à Paris. Une amitiée commence, avec  Jean-Jacques Schuhl. Une collaboration commence aussi, Jean-Noël Picq se faisant acteur dans des films d'Eustache, un parcoursmarqué notamment par le film La Maman et la Putain, sorti en 1973 (il y apparaît en amateur d'Offenbach), mais aussi Une sale histoire, sorti en 1977, et inspiré  par un rituel que Jean-Noël Picq a découvert par hasard dans les toilettes  d’un  café  parisien,.
Jean Eustache se suicide le 5 novembre 1981.
Jean-Noël Picq  continue à être acteur dans quelques films puis devient psychanalyste.

## Filmographie partielle
- 1973 : La Maman et la Putain, de Jean Eustache
- 1974 : Mes petites amoureuses, de Jean Eustache
- 1977 : Une sale histoire, de Jean Eustache
- 1980 : Le Jardin des délices de Jérôme Bosch, de Jean Eustache
- 1982 : Un moment de bonheur, de Yves Laumet
- 1984 : Les Amants terribles, de Danièle Dubroux
- 1992 : Border Line de Danièle Dubroux
- 1995 : Le Fils de Gascogne, de Pascal Aubier